# Victoria Park (Belfast)
Pour les articles homonymes, voir Parc Victoria.
 (juin 2019).
Victoria Park a été ouvert en 1906 dans la région de Connswater à Belfast. Les commissaires du port de Belfast ont étudié cette idée en 1854, mais le terrain était très marécageux et nécessitait un assèchement près du Belfast Lough. Il a été aménagé par Charles McKimm, qui a également construit le ravin tropical dans les jardins botaniques. Victoria Park contient un grand lac.

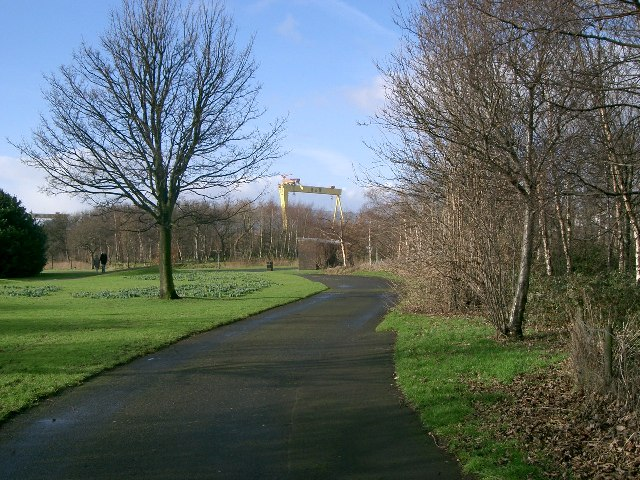
Victoria Park

## Desserte ferroviaire
Victoria park possédait une station éponyme, qui fut ouverte en 1905 par Belfast and County Down Railway et fermée en 1988. Aujourd'hui, on peut accéder au Victoria park depuis Sydenham.

## Belfast Victoria Parkrun
Belfast Victoria Park organise une course hebdomadaire de 5 km, gérée par Parkrun.